# のっティ

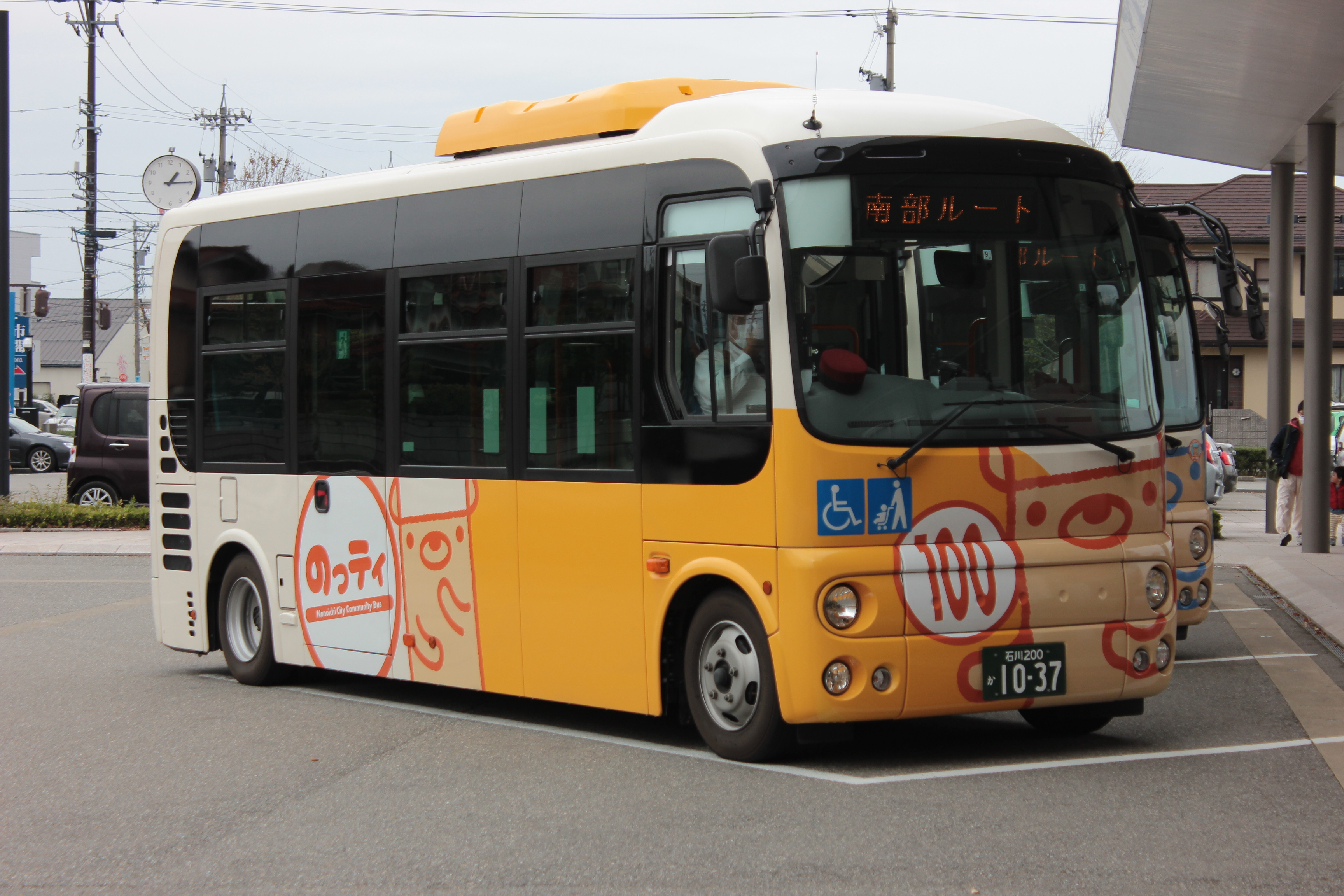
のっティ（野々市市役所前にて）

のっティは、石川県野々市市のコミュニティバス。愛称名は住民からの一般公募による。運行はののいちバスが野々市市から受託している。バスの車体に描かれているキャラクターも「のっティ」と呼ばれ、2010年（平成22年）に野々市町（当時）の公式キャラクターに昇格している。
本項目では、2012年4月1日から運用を開始したシャトルバス のんキーについても記述する。

## 概要
2003年（平成15年）9月1日より運行を開始。当初は、野々市市（旧・野々市町）文化会館「フォルテ」を中心とした「北部」と「南部」の2系統だったが、2004年（平成16年）12月1日より、ルート再編し「北部」「中央」「南部」の3ルートの運行を開始し、2006年（平成18年）6月1日より、中央ルートを2つに分けて西部ルートの運行を開始した。
現在は、「フォルテ」と「野々市市役所（旧・野々市町役場）」の2つを拠点とした、「北部」「西部」「中央」「南部」の4ルートで運行している。2007年（平成19年）4月6日には乗客数が50万人を突破、さらに2010年6月22日には乗客数が100万人を突破、そして2013年(平成25年)9月1日に運行10周年を迎え、それまでに乗車数が150万人突破している。全体での乗客数は年間で20万人となっている。
運賃はルート内であれば100円均一となっている。車両デザインについては、100円を持ったキャラクター（運行開始時より起用）が車体に描かれたバスが採用され、それぞれ赤・黄・緑・青の4色のカラーリングが使用されており、現在は予備車も含め7台で各ルートを運行している。
運行するバスは、公募をもとに決定された「のっティ」という愛称で親しまれているが、これは「ののいち」と「コミュニティー」を組み合わせた言葉であり、「乗って、いいバス」という意味も込められている。

## 改正点
当初はバス3台で運行していたが、2010年11月1日に実施された運行ルートの見直しに伴い、いくつかのルートが変更された。

### 2010年11月1日の変更点
北部ルート
- 踏切拡幅や駅周辺整備を考慮するべく、従来経由していた長池踏切経由から御経塚踏切経由に変更し、「あすなろ保育園」バス停を新設された。

中央ルート
- 北陸鉄道路線バスとの接続ポイントとして『工業大学東』バス停を新設し、乗り入れ可能になる。

南部ルート
- 西部ルートと兼用していた車両を南部ルート専用に戻し、北部ルートや中央ルートと同じく、45分間隔で運行する。
- 北陸鉄道石川線との接続ポイントとして『乙丸駅』バス停を新設。

西部ルート
- これまでのバス車両から小型車両に変更し、『ミニのっティ』（初代)として運行される。
- JR野々市駅に接続することで、役場から乗継なしでJR野々市駅へ行けるようになった。

### 2012年11月の変更点
西部ルート
- 車両をミニのっティからマイクロバス(2代目)に変更したが、狭い路地とバイパスの低い地下道が通行不能となるため、経路変更を行なわれた。
- 「蓮花寺」「郷公民館」の廃止、「市営住宅前」を新設。

### 2013年10月1日の変更点
北部ルート
- 始発時間を15分繰り上げる(中央ルートも同様)。
- 御経塚踏切経由から長池踏切経由に変更すると同時に「あすなろ保育園」への乗り入れを廃止した。
- 「あやめ団地前」を「あやめ」と改称、「あやめ北」を新設され、それに「若葉台団地」を「若葉台」と改称などが行われた。
- 野々市駅南口広場への乗り入れも開始し、乗り換え・乗り入れ可能になる。

西部ルート
- 6便から17便に増加し、始発時間の17分繰り上げを行われた。
- 本数も2、3時間間隔から45分間隔に増発し、車両の青のっティが登場し現在に至る。
- 「老人福祉センター椿荘」バス停の廃止、「徳用南公園」の移設された形で「徳用」に改称。
- 野々市駅南口に、両ルートが相互乗り換えに可能において、北鉄バスとの乗り換えできるようになる。

### 2016年4月1日の変更点
南部ルート
- ルートを南側に変更し、「保健センター」バス停の廃止、「矢作西」を新設された。

### 2017年11月1日の変更点
「学びの杜 ののいちカレード」開館に伴う改正、見直しが行われた。
中央・西部ルート
- 「カレード」新設に伴って、中央ルートの「太平寺郵便局」、西部ルートの「太平寺東」の停留所が廃止となった。
- 中央ルートは「郷公民館」「蓮花寺」停留所を経由していたが、改正により「堀内公民館」折り返し運行となり、西部ルートが新たに「郷公民館」「蓮花寺」停留所を経由することになった。

### 2019年11月1日の変更点
令和初の改正。野々市市西部中央土地区画整理事業により、ルートが変更された。
中央・西部ルート
- 上記の通り、中央ルートは「郷公民館」、「蓮花寺」停留所を復活し、西部ルートは「郷公民館」を経由せず、蓮花寺から明倫高校へ直行する形に再編された。

### 2021年4月1日の変更点
- 45分間隔から50分間隔に変更するとともに、17便から16便に減らす[7]。

北部ルート
- 「野々市駅北口」はあやめ方面への往路のみとなり、「喜多記念館」は「喜多家住宅」、「東野々市」は「のっぽくん」に名称変更される。なお、これ以外にも野々市市によるバス停の命名権販売により、ダイヤ改正で名称を変更あるいは付加した名称に変更したバス停がある[5][7]。

中央ルート
- 「南ヶ丘病院」が新設される。

## 現行路線
バス停の詳細は野々市市公式サイトを参照。

### 北部ルート
フォルテ - 押野 - 布水中学校 - 野々市駅北口 - 御園小学校 - フォルテ
- 一部中央ルートと重複。

### 中央ルート
フォルテ - カレード - 明倫高校 - 野々市市役所 - 菅原小学校 - 金沢工業大学 - 工大前駅 - フォルテ
- 一部北部ルート・西部ルートと重複。

### 西部ルート
野々市市役所 - 野々市中学校 - カレード - 野々市駅南口 - 野々市市役所
- 一部中央ルートと重複。

### 南部ルート
野々市市役所 - 明和特別支援学校 - 県立大学 - 乙丸駅 - 野々市市役所

## 運行間隔
2021年4月1日以降。全曜日共通ダイヤとなっている。
北部ルート・中央ルート
- フォルテ発：6:50 - （50分間隔） - 19:20

南部ルート・西部ルート
- 野々市市役所発：7:10 - （50分間隔） - 19:40

### 年末年始の運行
1月1日は全便運休、12月31日・1月2日・1月3日は以下の間引きダイヤとなる。
北部ルート・中央ルート
- フォルテ発：10:10 - （この間9便運行） - 16:50

南部ルート・西部ルート
- 野々市市役所発：10:30 - （この間9便運行） - 17:10

## 車両
- 中央ルート（通称「赤のっティ」）：日野・ポンチョ（3代目（1017号車）、2018年6月1日に車両更新）
- 北部ルート（通称「緑のっティ」）：日野・ポンチョ（3代目（968号車）、2017年3月1日に車両更新）
- 南部ルート（通称「黄のっティ」）：日野・ポンチョ（3代目（1037号車）、2018年9月30日に車両更新）
- 西部ルート（通称「青のっティ」）：日野・ポンチョ（3代目（806号車）、2013年10月1日に車両更新）

- このほか、664号車（2代目「緑のっティ」）と677号車（2代目「赤のっティ」）と717号車（2代目「黄のっティ」）も在籍しており、予備車で車両点検に入った場合にのみ運用される。

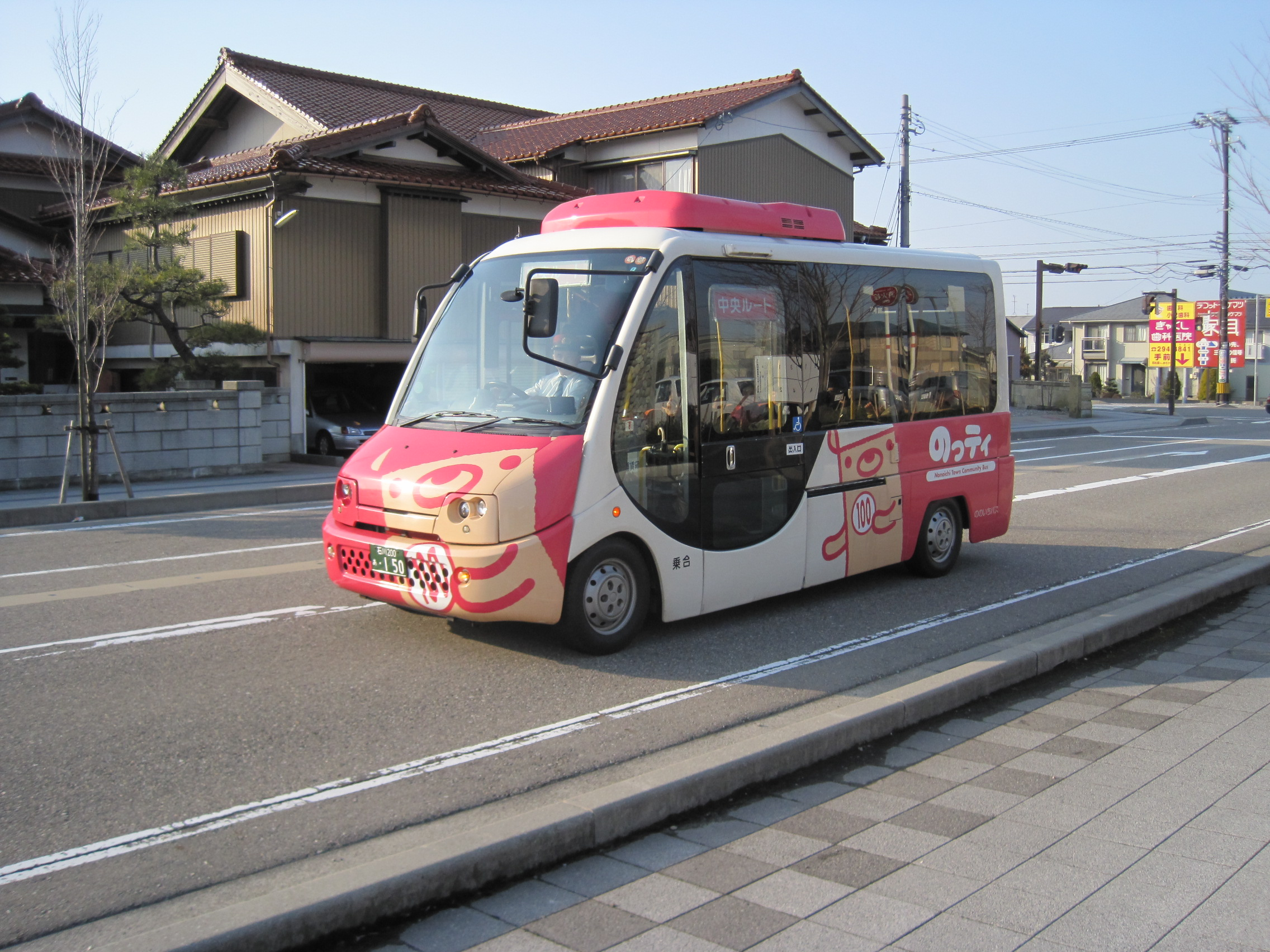
中央ルート（初代）
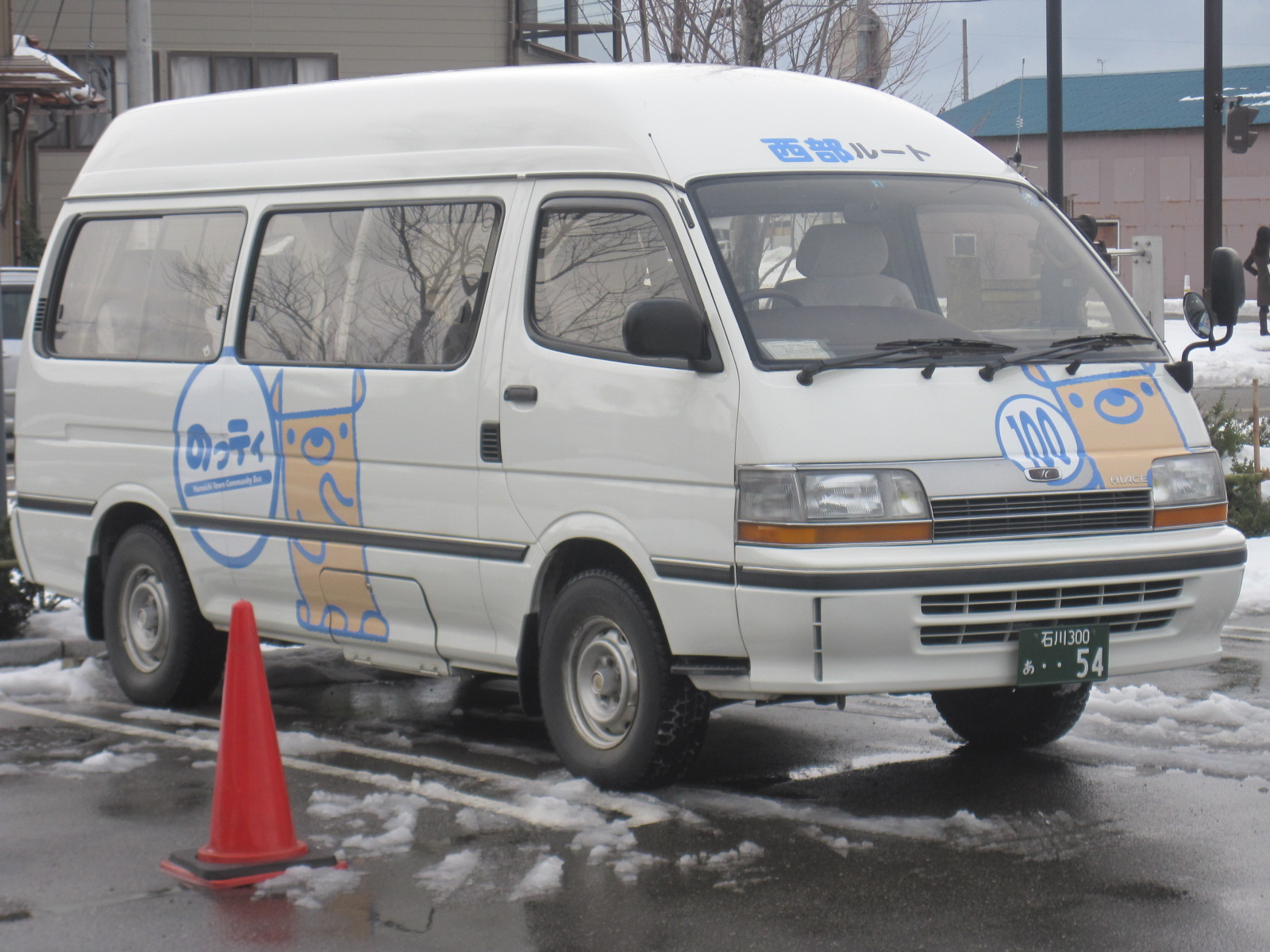
西部ルート（初代）
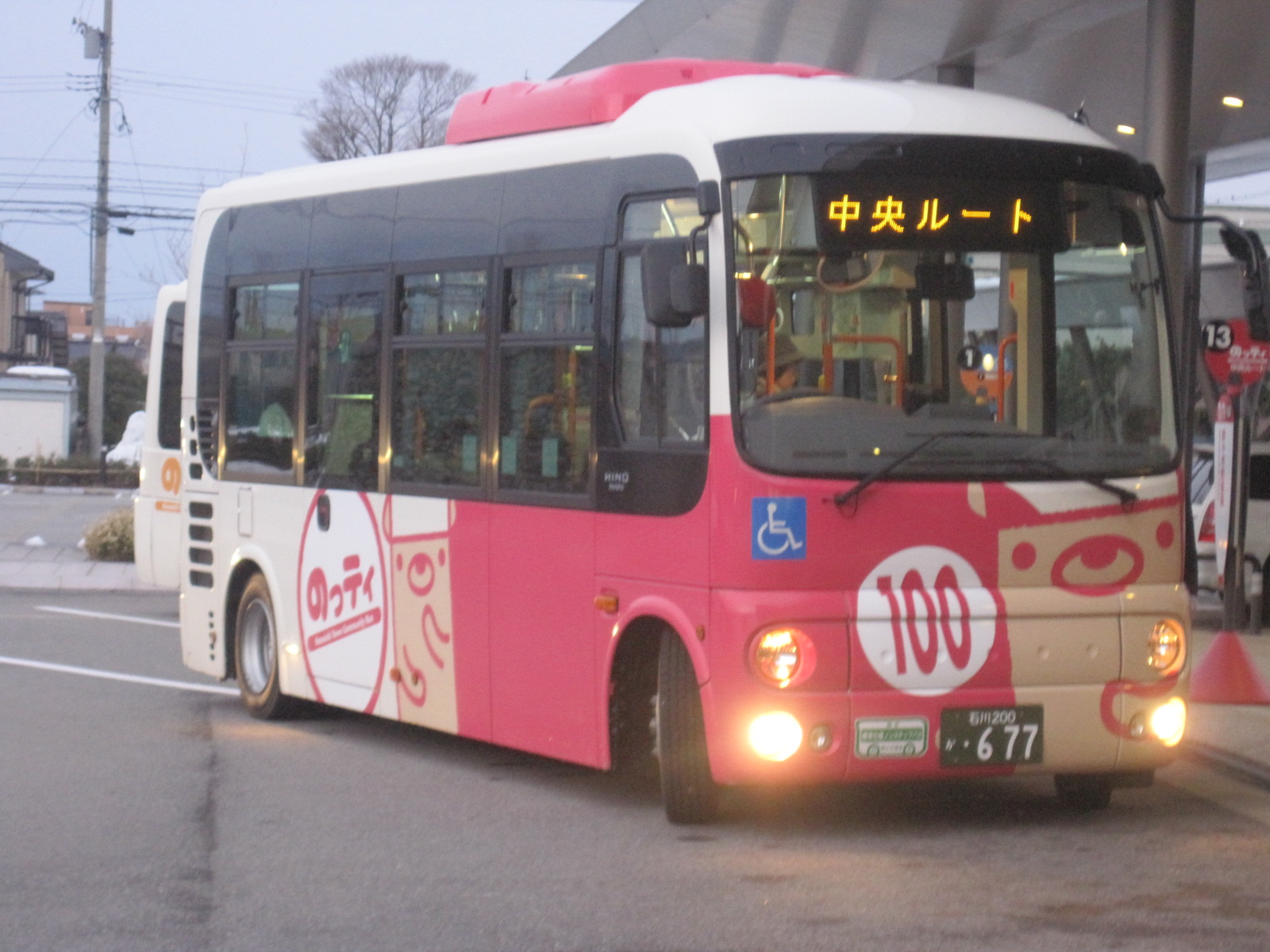
中央ルート（2代目）
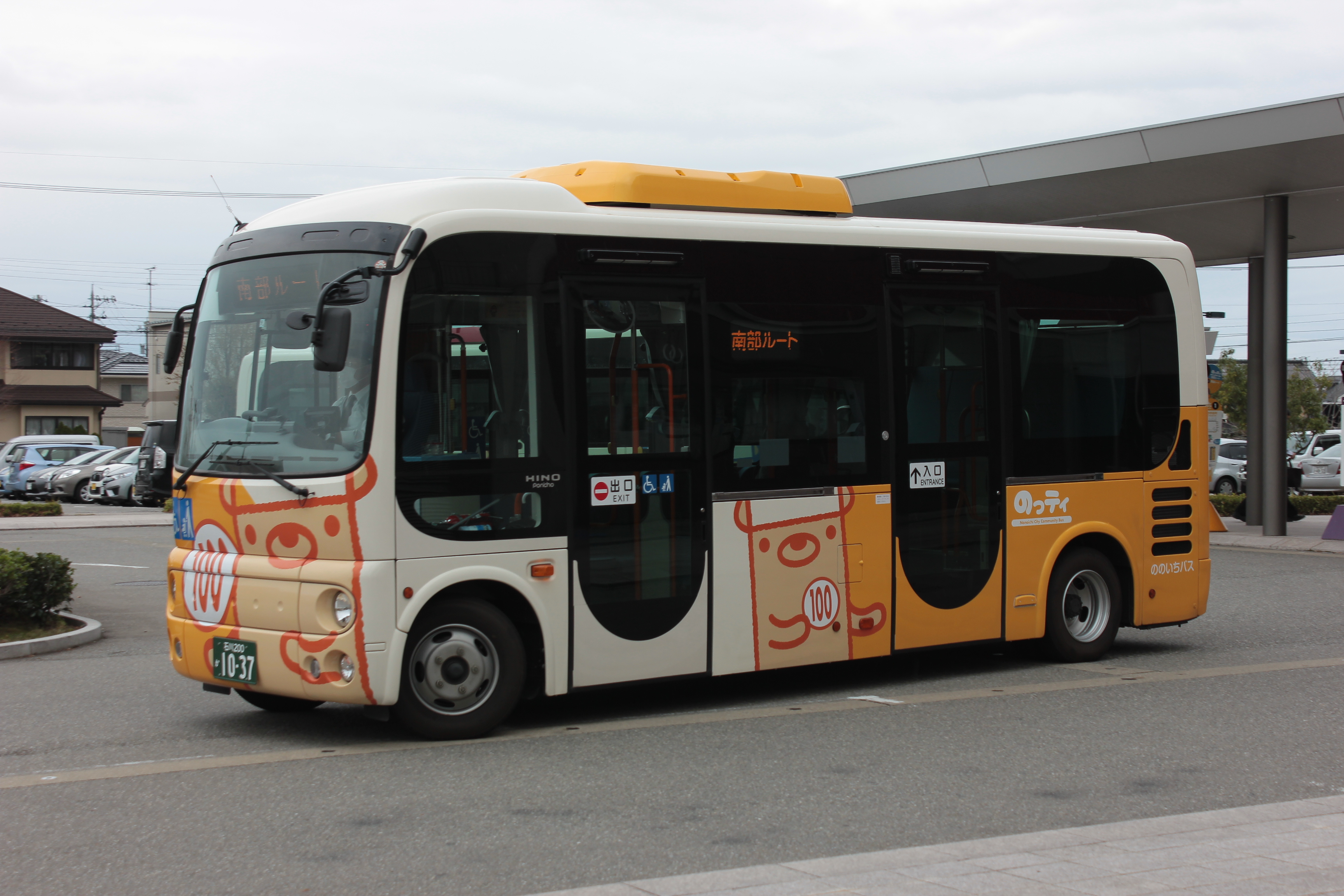
南部ルート（3代目）
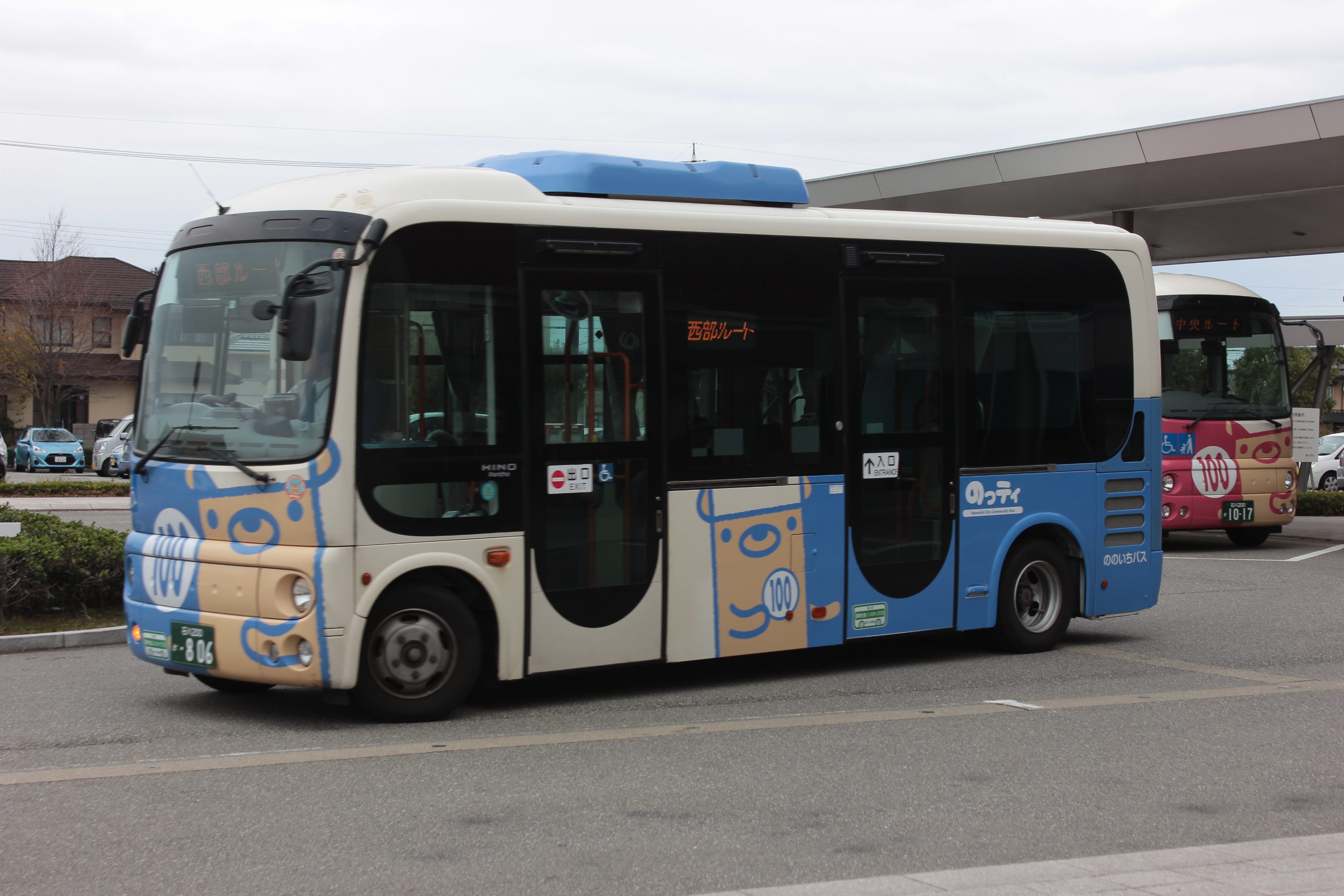
西部ルート（3代目）
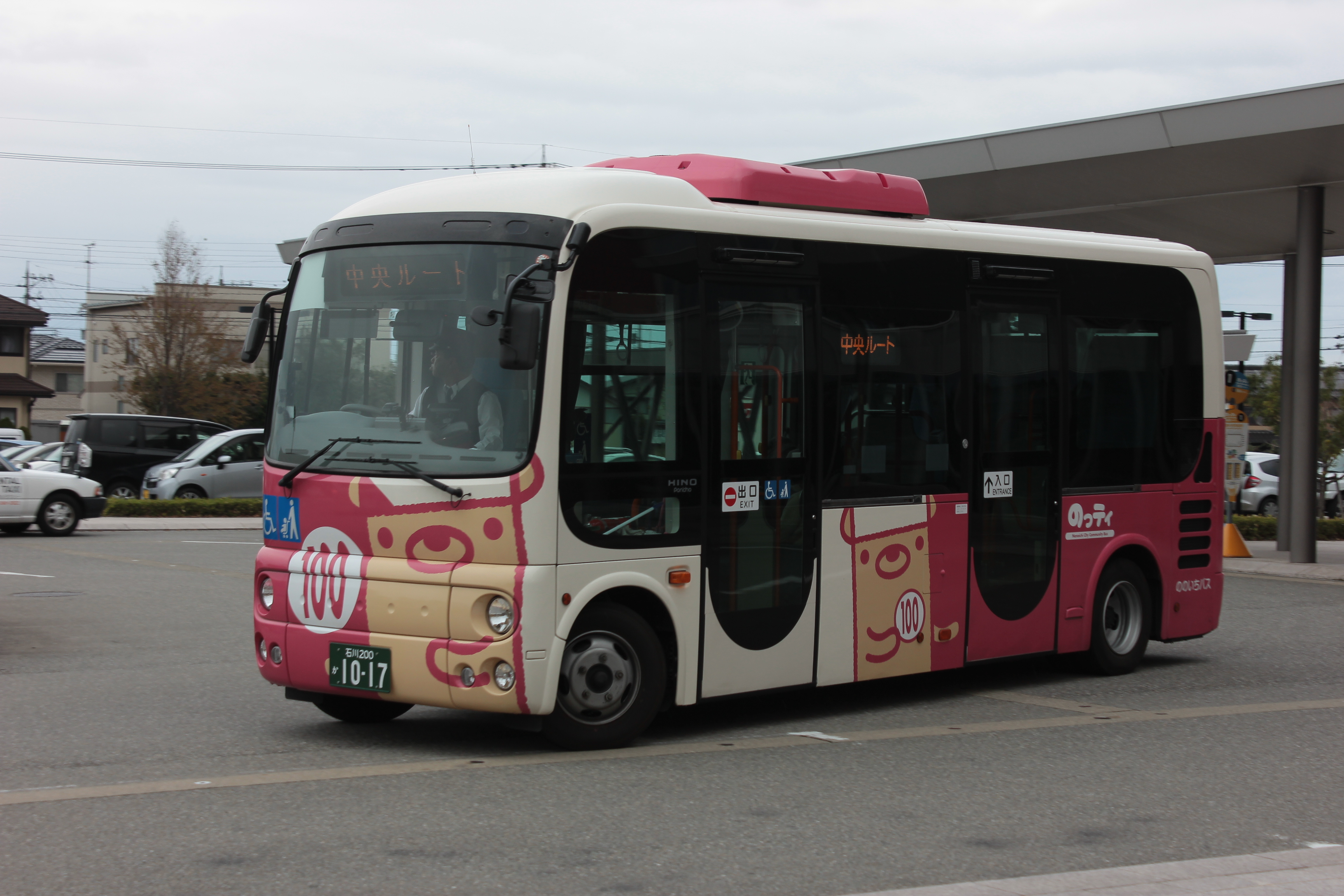
中央ルート（3代目）
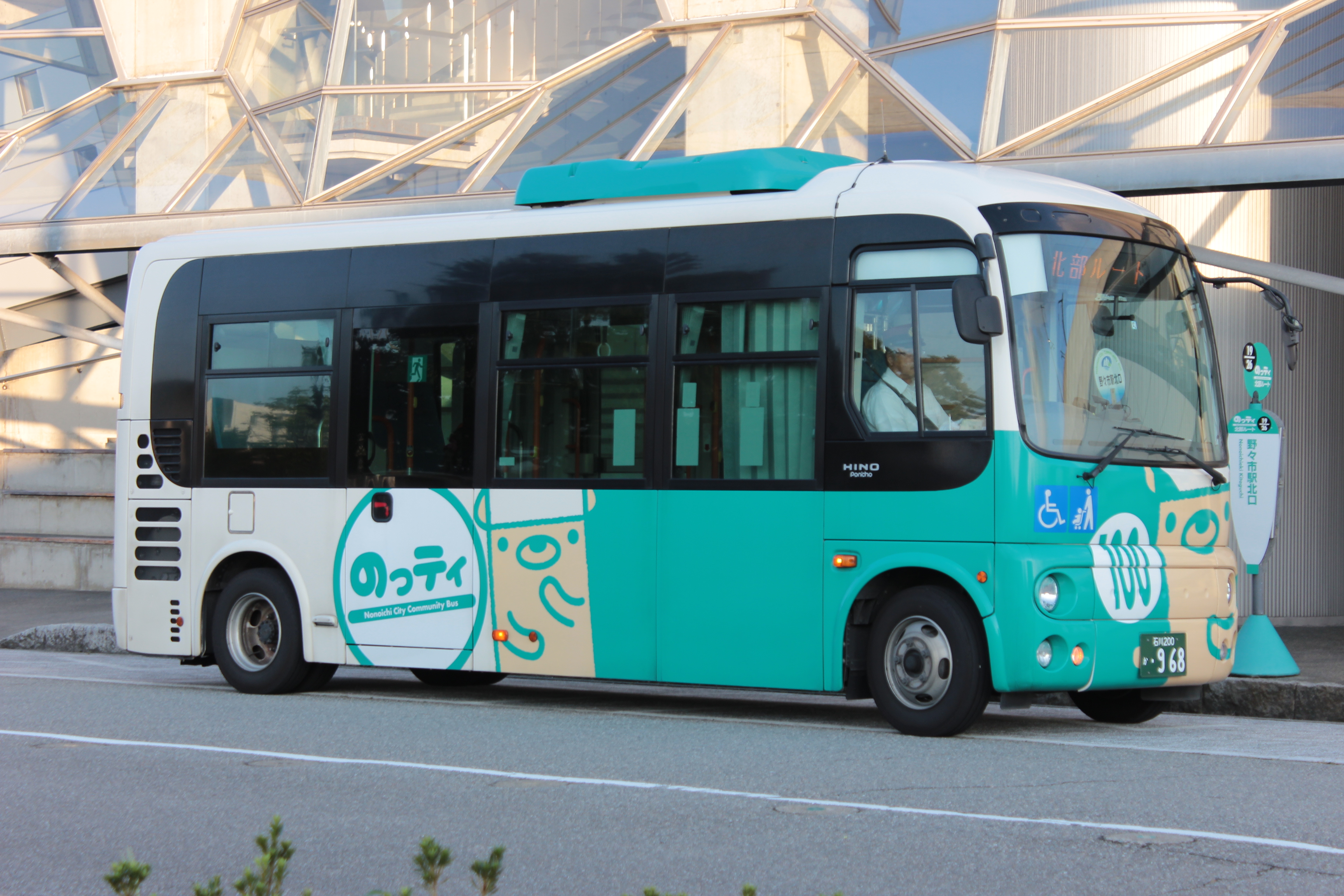
北部ルート（3代目）

## 関連グッズ
下記以外のグッズについては、野々市市公式サイトののっティグッズを参照。
- のっティチョロQ（3個組1セット） - 乗車数100万人突破を記念してタカラトミーが製作し、2010年9月9日から4日間限定で販売。価格は赤、緑、青色ののっティ3台1セットで1000円(消費税込)[8]。なお、2019年時点では市内の一部店舗で販売されている。

## キャラクターとしての「のっティ」
前述のとおり、2003年のバス運行開始時より起用、2010年2月に野々市町（当時）の公式キャラクターとして採用された。ものや動物などの特定のモチーフはないが、出生地などは不明で犬や熊、外見から食パンにも間違えられることもある。なお、「のっティ」は野々市市の登録商標となっている（登録番号第5309704号）。

## シャトルバス のんキー

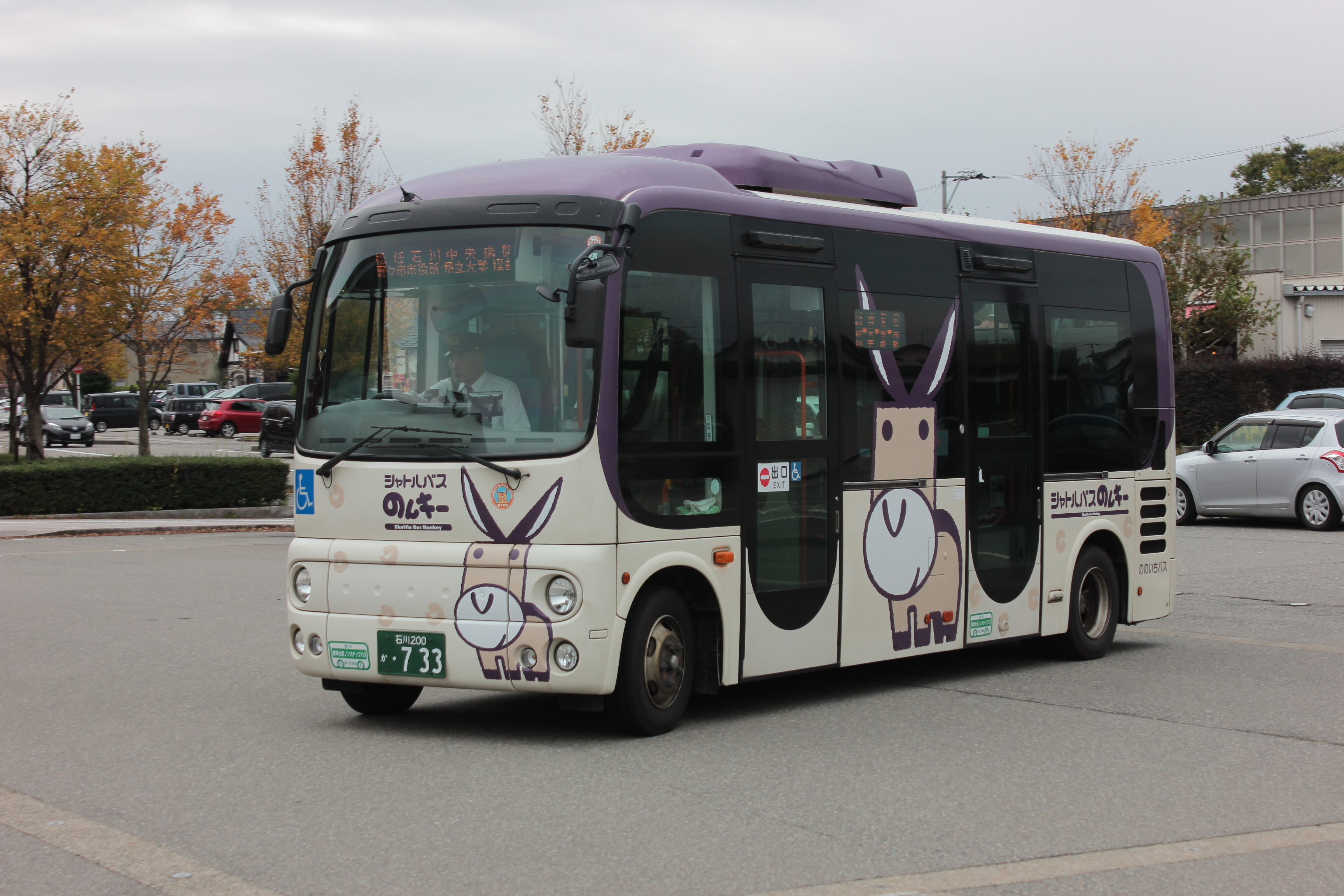
シャトルバス のんキー（野々市市役所前にて）

### 概要
2009年および2010年にJR野々市駅と野々市町役場（当時）の区間を「シャトルバス」として試験運用した路線で、2012年3月1日に「シャトルバス のんキー」として実験運行を開始。翌月の2012年4月1日から運行を開始した。1日あたり5便の運用となる。2015年4月1日のダイヤ改正で1日7便に増便、同時に運賃を100円単位に改定している。
名前は「ののいち」とロバの英単語「ドンキー」の造語で、バスが来るのを心待ちにされるような愛されるバスを目指したいという意味が込められている。
これまで、野々市市内で運行していた路線が初めて白山市内でも運行を開始、北陸鉄道グループ以外の事業者が初めて路線バスを運行している。なお、一部区間は金沢市を通過するが、乗降扱いは行われない。

### 車両・運賃
車両は、のっティと同様に日野・ポンチョを運用。車体にはののいちバスの新しいキャラクターである「のんキー」が描かれている。
運賃はのっティとは違い、対距離料金制を採用。初乗り100円で、最大300円まで距離に応じて加算される。

### 路線・運行間隔
2021年4月1日改正。
路線
野々市市内は主要停留所、白山市内は全停留所を掲載（白山市内の停留所は太字で記載）。なお、2021年4月のダイヤ改正で、白山市側の「橋爪新町」「菜の花」両バス停が新設されている。
- 野々市駅南口 - スポーツセンター - フォルテ - 野々市市役所 - 南部公園 - 県立大学 - 末松 - 橋爪新町 - 菜の花 - 翠星高校 - 松任税務署 - 白山市役所 - 公立松任石川中央病院

運行間隔
12月31日から1月3日は全便運休となる。
- 野々市駅南口発：6:35 - （この間7便運行） - 17:55
- 公立松任石川中央病院発：7:25 - （この間7便運行） - 18:50
- 野々市駅南口発野々市市役所行き：19:40

## 利用状況
平成29年度野々市市統計書（2017年）によると、「のっティ」ならびに「シャトルバス のんキー」の1日あたりの乗客数は以下のとおりとなっている。
| 1日平均乗車人数推移 | 1日平均乗車人数推移 | 1日平均乗車人数推移 | 1日平均乗車人数推移 | 1日平均乗車人数推移 | 1日平均乗車人数推移 |
| 年度                | 北部ルート          | 中央ルート          | 西部ルート          | 南部ルート          | のんキー            |
| ------------------- | ------------------- | ------------------- | ------------------- | ------------------- | ------------------- |
| 2013年              | 179                 | 155                 | 49                  | 107                 | -                   |
| 2014年              | 191                 | 153                 | 94                  | 108                 | 33                  |
| 2015年              | 183                 | 148                 | 113                 | 106                 | 62                  |
| 2016年              | 175                 | 153                 | 118                 | 96                  | 75                  |

## ののいちバス株式会社
ののいちバス株式会社は、石川県野々市市に本社を置き、同市からコミュニティバスの運営を委託されている株式会社である。滋賀交通グループに属しており、石川県内で運行されているバスでありながら北陸鉄道にかかわりのない珍しい存在といえる。